# Piatra Țibăului
Piatra Țibăului (monument al naturii) este o arie protejată de interes național ce corespunde categoriei a III-a IUCN (rezervație naturală de tip geologic și paleontologic), situată în județul Suceava, pe teritoriul administrativ al comunei Cârlibaba.

## Localizare
Aria naturală cu o suprafață de 20,30 hectare se află în extremitatea vestică a județului Suceava, în Munții Țibău (grupă muntoasă din Carpații Maramureșului și Bucovinei situată la est de Obcii Mestecănișului), la o altitudine de 1.200 de metri, la confluența văii Țibăului cu râul Bistrița Aurie.

## Descriere
Rezervația naturală a fost declarată arie protejată prin Legea nr.5 din 6 martie 2000 (privind aprobarea Planului  de amenajare a teritoriului național - Secțiunea a III-a - zone protejate) și reprezintă o zonă montană în al cărei teritoriu se află o impresionantă formațiune geologică (stâncă), constituită din roci sedimentare (conglomerate de formă masivă) stratificate astfel: gresii așezate pe strate de șisturi cristaline atribuite erei geologice a neogenului; marne calcaroase de culoare roșu-gălbui și cenușiu-verzui peste care se suprapun calcare cu un conținut bogat de faună fosilă,  atribuită eocenului.

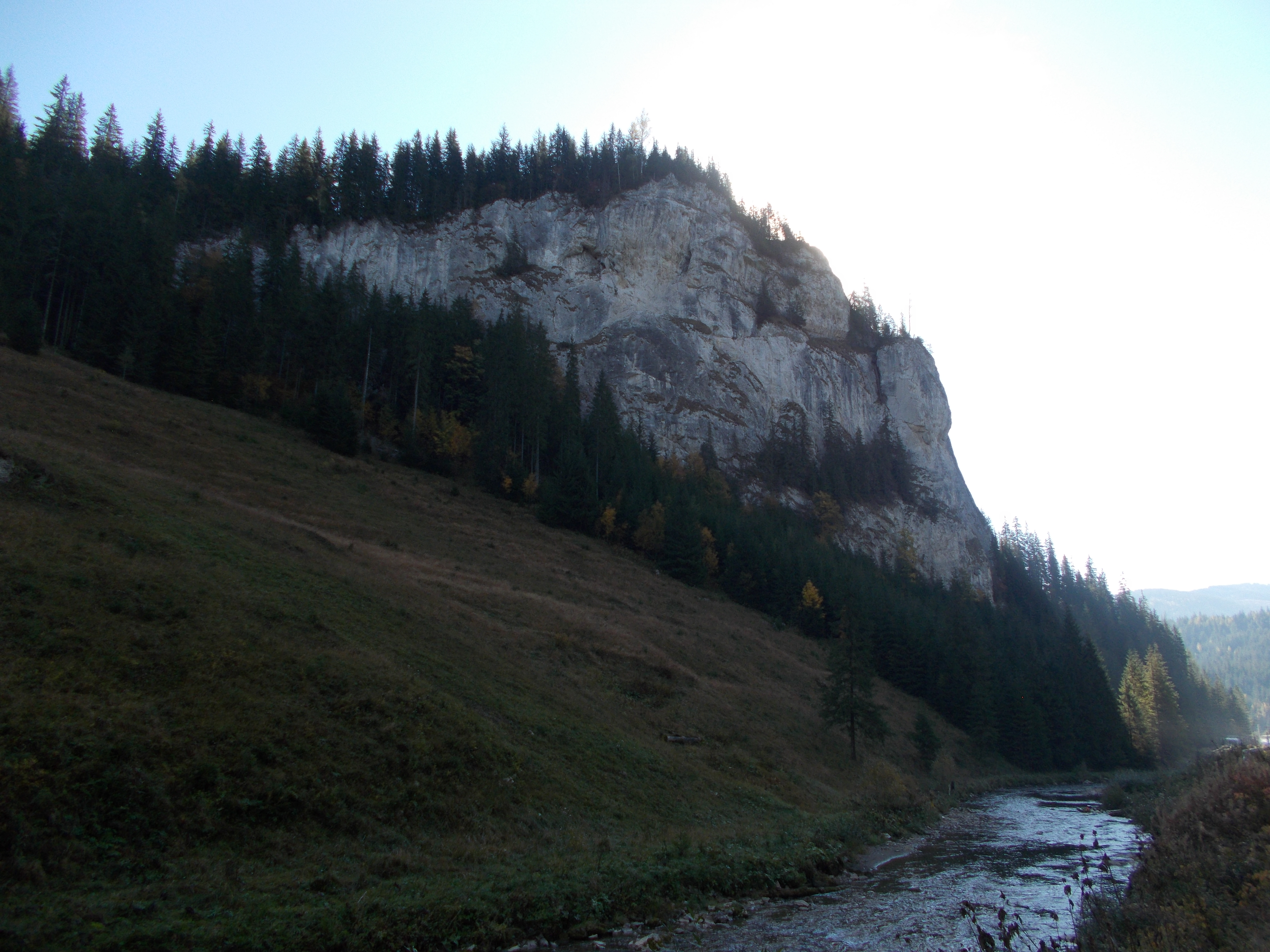
Piatra Țibăului